# Al Jazeera Mubasher
Al Jazeera Mubasher, oft auch Al Jazeera LIVE genannt, ist ein Nachrichten- und Schwestersender von Al Jazeera. Er hat seinen Sitz in Katar, sendet in arabischer Sprache und ging am 15. April 2005 auf Sendung. Der Sender überträgt Ereignisse, Konferenzen und Parlamentsdebatten, ohne diese selbst zu kommentieren oder zu bearbeiten. Zudem beschäftigt der Sender Übersetzer, die bei Bedarf die Livestrecken bei fremdsprachigen Gästen auch ins Arabische übersetzen können. Mubasher ist das arabische Wort für LIVE (wie es im Sinne einer Fernsehübertragung verwendet wird).
Al Jazeera Mubasher ist der erste Sender dieser Art in der arabischen Fernsehwelt. Er ist vergleichbar mit dem amerikanischen Sender C-SPAN und dem deutschen Sender Phoenix.
Zudem betreibt der Sender noch einen Tochtersender namens Al Jazeera LIVE Ägypten.